# Charles Juseret
Charles Juseret, né le 28 avril 1892 dans le 8e arrondissement de Paris et mort le 4 septembre 1973 à Clichy, est un coureur cycliste belge. Il a notamment remporté Bordeaux-Marseille et une étape du Tour de Belgique en 1923. 

## Palmarès

### Palmarès sur route
- 1912[2]
  - 2e du Grand Prix de Sarcelles
  - 3e de Paris-Amiens
- 1913[2]
  - 2e du Grand Prix d'Étaples
  - 2e de Paris-La Ferté-Bernard
  - 2e de Vichy-Nevers-Vichy
  - 3e du Grand Prix d'Amiens
  - 3e de Paris-Bourges
- 1914[2]
  - Paris-Rouen[3]
  - Paris-Reims
  - Circuit de Vernon
  - 2e de Paris-Châteauroux
  - 2e du Grand Prix d'Aubigny-sur-Nère
- 1915[2]
  - Paris-Orléans
- 1916[2]
  - Championnat d'Île-de-France
- 1917[2]
  - Paris-Bourges
  - 2e de Mont-Saint-Michel-Paris
  - 3e de Versailles-Rambouillet-Versailles
  - 3e de Tours-Paris
- 1918[2]
  - Paris-Rouen
  - Versailles-Rambouillet-La Minière
- 1920
  - Nantes-Rennes-Angers-Nantes[2]
  - 2e du Critérium des Aiglons
- 1921
  - 2e de Paris-Bourganeuf
  - 2e du Circuit Jemeppien
- 1923
  - 1re étape du Tour de Belgique
  - Bordeaux-Marseille :
    - Classement général
    - 1re étape

  - 2e de Paris-Bourges
  - 8e du Tour des Flandres
- 1925
  - 4e du Tour des Flandres

### Palmarès sur piste
- 1928
  - 2e des Six Jours de Marseille

### Résultats sur le Tour de France
3 participations 
- 1919 : abandon (4e étape)
- 1920 : abandon (6e étape)
- 1921 : abandon (4e étape)